# 劉炅
劉炅（16世紀—17世紀），字晦伯，江西南昌府南昌縣謝埠東垾頭里人，明朝政治人物。

## 生平
劉炅是萬曆十六年（1588年）戊子科江西鄉試舉人，二十五年（1597年）授永康知縣，撫恤瑤族人有法，地方得以安寧，二十七年（1599年）調藤縣知縣，為人坦誠，與民休息，捐俸建學造士，當時礦稅擾民，宦官到藤縣五屯採金，人心惶惶，他不謁見宦官，向梧州知府凌嗣音力爭開礦弊端，宦官因此離去，張思繩為他寫下《去思碑記》，陞潯州同知，府治桂平三百里外斷藤峽的瑤族峒民不曾上貢賦稅，他召來其峒長諭以利害，峒民都感泣納賦，論功升遷時他卻因供養母親請求辭官，著有《說夢集》藏在家。

## 引用
1. 1 2  道光《南昌縣志·卷十八·人物志》：劉炅，字晦伯，謝埠東垾頭里人，萬厯戊子舉人，廣西永康令，撫叛猺得法，邑以寧，遷知藤縣，時礦稅擾民，中官至藤，炅與抗禮不堂謁，禁民毋得妄言礦利，中官乃他往，士民感之為立祠城西；未幾遷潯州同知，有斷藤峽猺峒也，近潯三百里，多腴田不輸貢賦，炅召諸猺長諭以利害，猺感泣皆納賦，論功當議敘，炅以養母乞歸，年三十八著有《說夢集》藏於家。 舊志
2. ↑  光緒《藤縣志·卷十二·名宦志》：劉炅，江西南昌人，萬厯二十七年知藤縣事，接物坦衷、與民休息，捐俸建學育才造士，稅璫起藤蒙二江稅，於五屯採金，人心皇皇，炅與太守凌嗣音力爭其弊，強項不屈，有張思繩《去思碑記》。